# Gimar Montaz Mautino
Gimar Montaz Mautino (GMM) – francuskie przedsiębiorstwo produkujące linowe narciarskie urządzenia holujące oraz wyciągi krzesełkowe, głównie dwukrzesełkowe; siedziba znajduje się w Échirolles pod Grenoble. Założycielami są Pierre Montaz i Victor Mautino, początki sięgają 1953 r., pod pierwotną nazwą Montaz Mautino zdobyło rynek (głównie francuski) w latach 1970. i 80. produkując 2- i 3-osobowe wyciągi krzesełkowe.
W 1994 przedsiębiorstwo uzyskało certyfikat NF EN ISO 9001.
Kolejki gondolowe i wyciągi narciarskie GMM (podobne w konstrukcji do produkowanych przez przedsiębiorstwo Pomagalski S.A.) można spotkać np. w Chamonix i w czeskim ośrodku Rokytnice nad Jizerou. W ostatnich latach wyciągi Montaz Mautino wypierane są przez szybsze i posiadające większą przepustowość wyciągi POMA i Leitner.